# Bozgedik, Çelikhan
Bozgedik là một xã thuộc huyện Çelikhan, tỉnh Adıyaman, Thổ Nhĩ Kỳ. Dân số thời điểm năm 2011 là 23 người.